# Aran Bade
Aran Bade (Utrecht, 26 januari 1985) is een Nederlands verslaggever, presentator en entertainmentdeskundige.
Bade is sinds 2018 actief als entertainmentdeskundige bij het programma RTL Boulevard. Ook gaat hij regelmatig als reporter op pad om reportages te maken die vervolgens tijdens het programma worden uitgezocht. Binnen zijn werk als verslaggever is hij ook Songfestivaldeskundige. Vanaf 2014 doet hij verslag van het Eurovisiesongfestival.
In 2013 werd Bade verslaggever bij RTL Boulevard en daarvoor was hij reeds werkzaam als redacteur bij hetzelfde programma. In 2007 liep hij stage bij RTL Nieuws en correspondent Erik Mouthaan in New York. Daarvoor werkte hij als producer voor Conny Mus in Jeruzalem.
In 2022 deed Bade mee aan het derde seizoen van De Verraders. Hij werd 15e. In 2023 deed hij mee aan de quiz The Connection. In 2025 deed Bade mee als dragqueen aan het televisieprogramma Make Up Your Mind.

## Trivia
- Bade was op de Hogeschool voor Journalistiek al een bekende van politicoloog en Amerikakenner Raymond Mens.[3]